# پارک ایالتی سنگ سحرآمیز

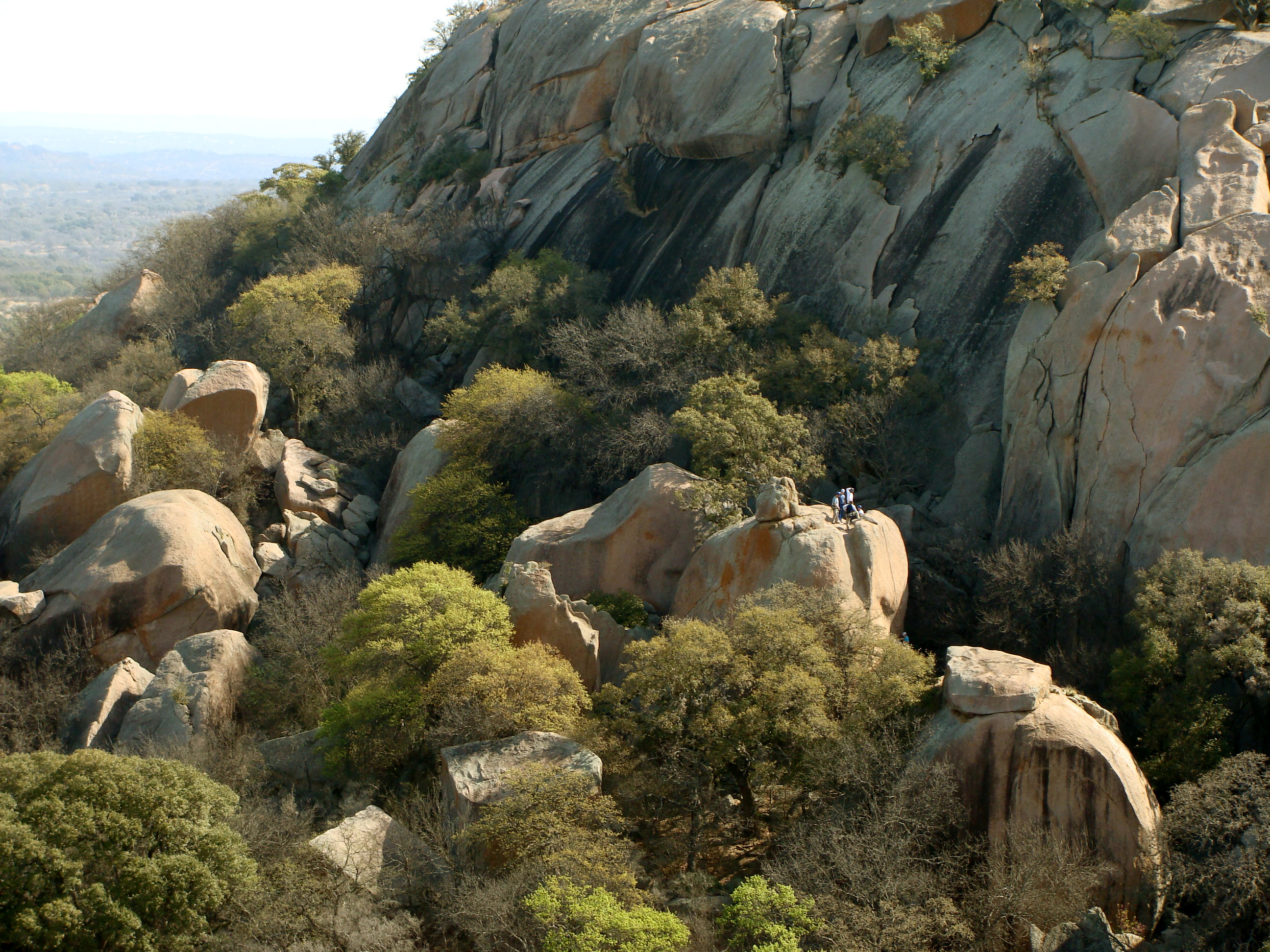

منطقه طبیعی ایالتی سنگ سحرآمیز یا منطقه طبیعی ایالتی انچنتد راک (به انگلیسی: Enchanted Rock State Natural Area) پارکی طبیعی واقع در منطقه هیل کانتری تگزاس در ایالات متحده آمریکا است.

## مقدمه
این پارک که ۷ کیلومتر مربع وسعت دارد، یک مکان تاریخی ثبت شدهٔ ایالات متحده آمریکاست.
این پارک متشکل از صخره‌های گرانیت بزرگی است که سنگ نوردان و صخره نوردان و علاقه‌مندان دیگر را به خود جذب می‌کند. مرتفع‌ترین صخره به «سنگ سحرآمیز» شهرت دارد که ۵۵۶ متر ارتفاع دارد.

## پیشینه
سرخ‌پوستان بومی در این مکان از هزاره هفتم قبل از میلاد می‌زیستند.
نام «سنگ سحرآمیز» از سرخ‌پوستان بومی قبیله تونکاوا (Tonkawa) نشات می‌گیرد که معتقد بودند ارواح آتشین بر روی گنبد بزرگ گرانیتی این صخره‌ها می‌رقصیدند و سروصداهایی به راه می‌انداختند. امروزه اعتقاد بر این است که این سروصداها احتمالاً صدای انقباض و انبساط صخره‌ها در فواصل سال بوده‌اند.
اروپاییان اسپانیایی‌تبار اول بار در ۱۷۲۳ میلادی این منطقه را کشف کردند.

## نگارخانه

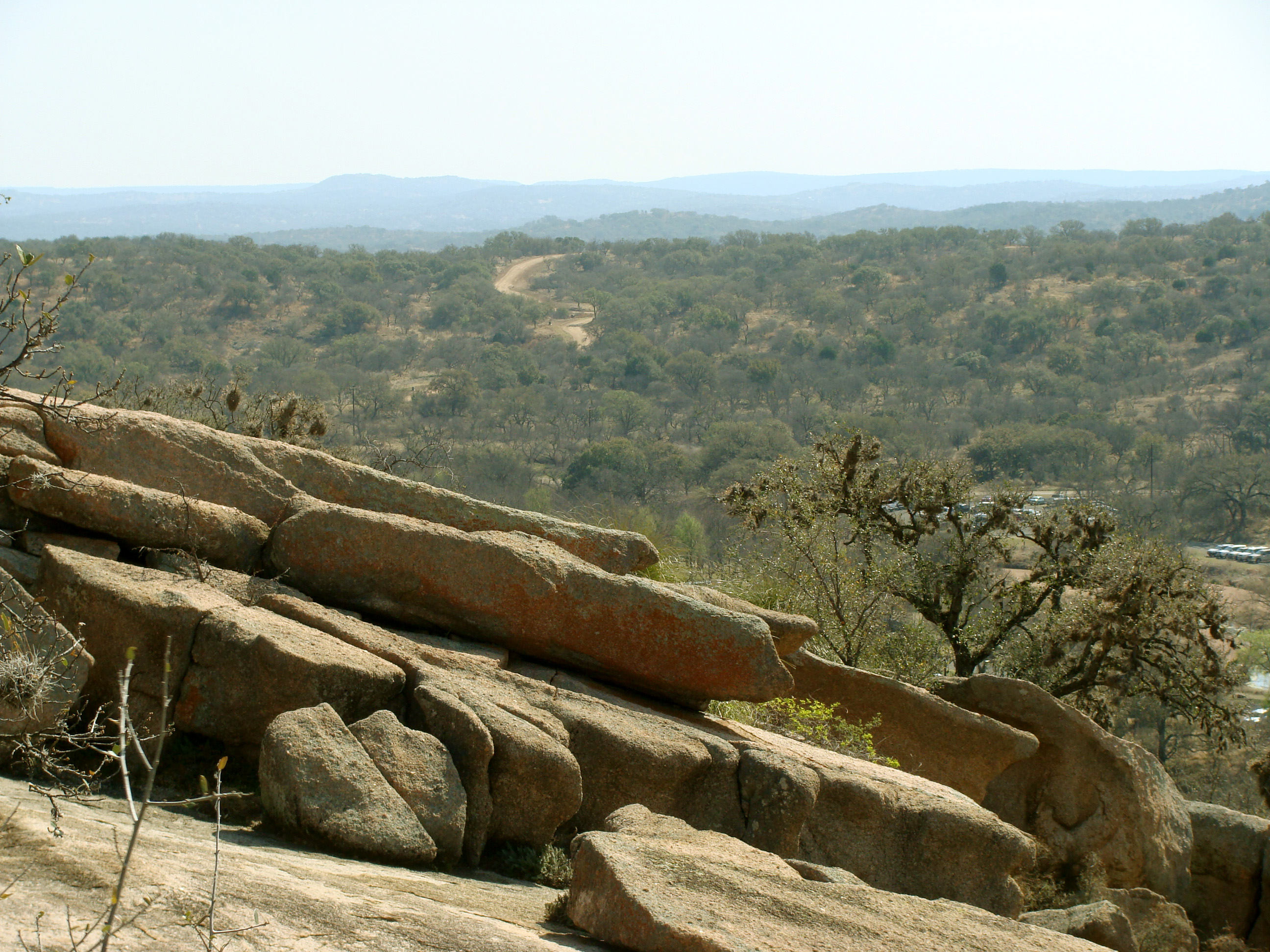
گرانیت این پارک از نوع گرانیت صورتی است.
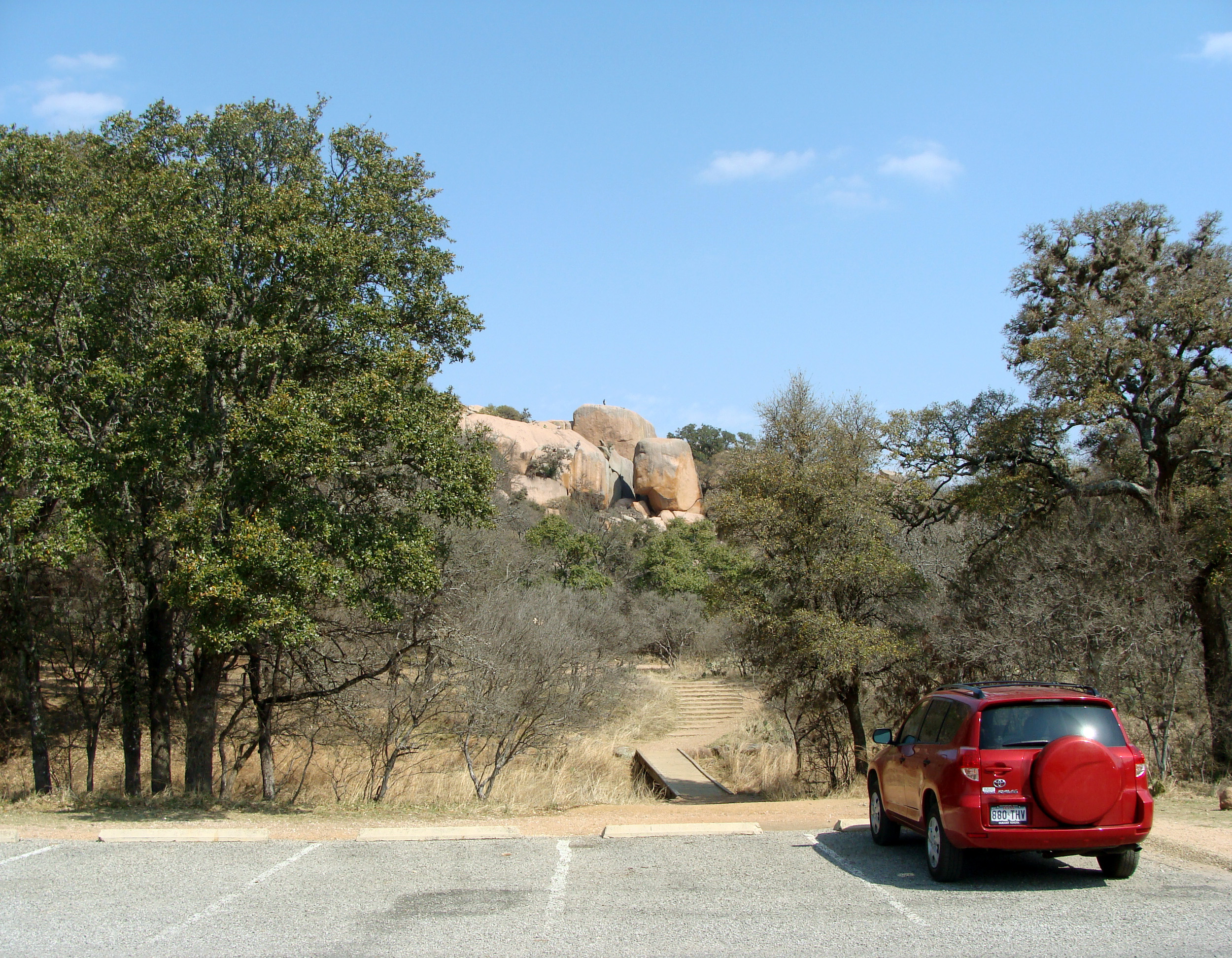
محل پارک بازدیدکنندگان
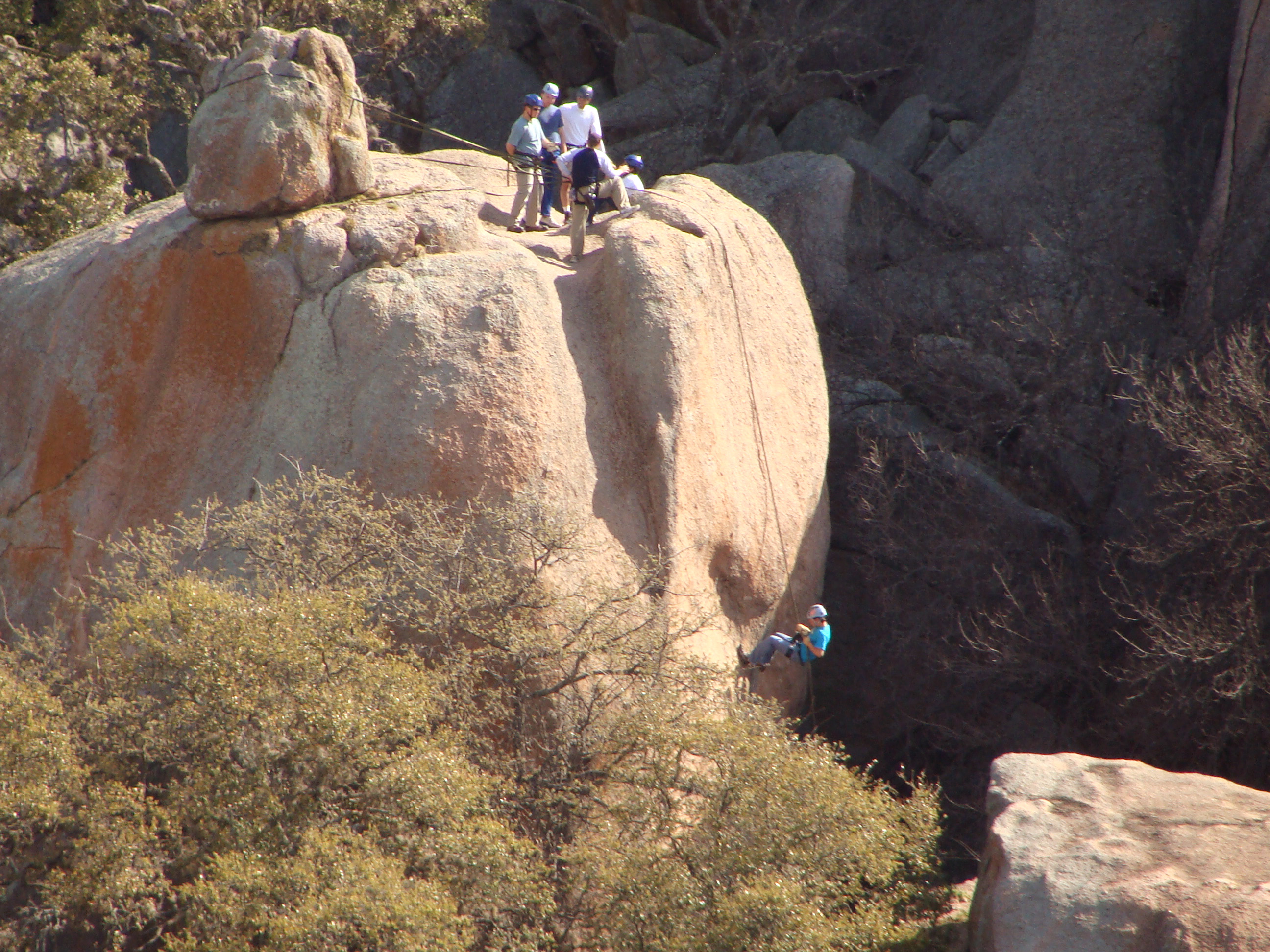
انچنتد راک مکانی مناسب برای سنگ نوردی است.
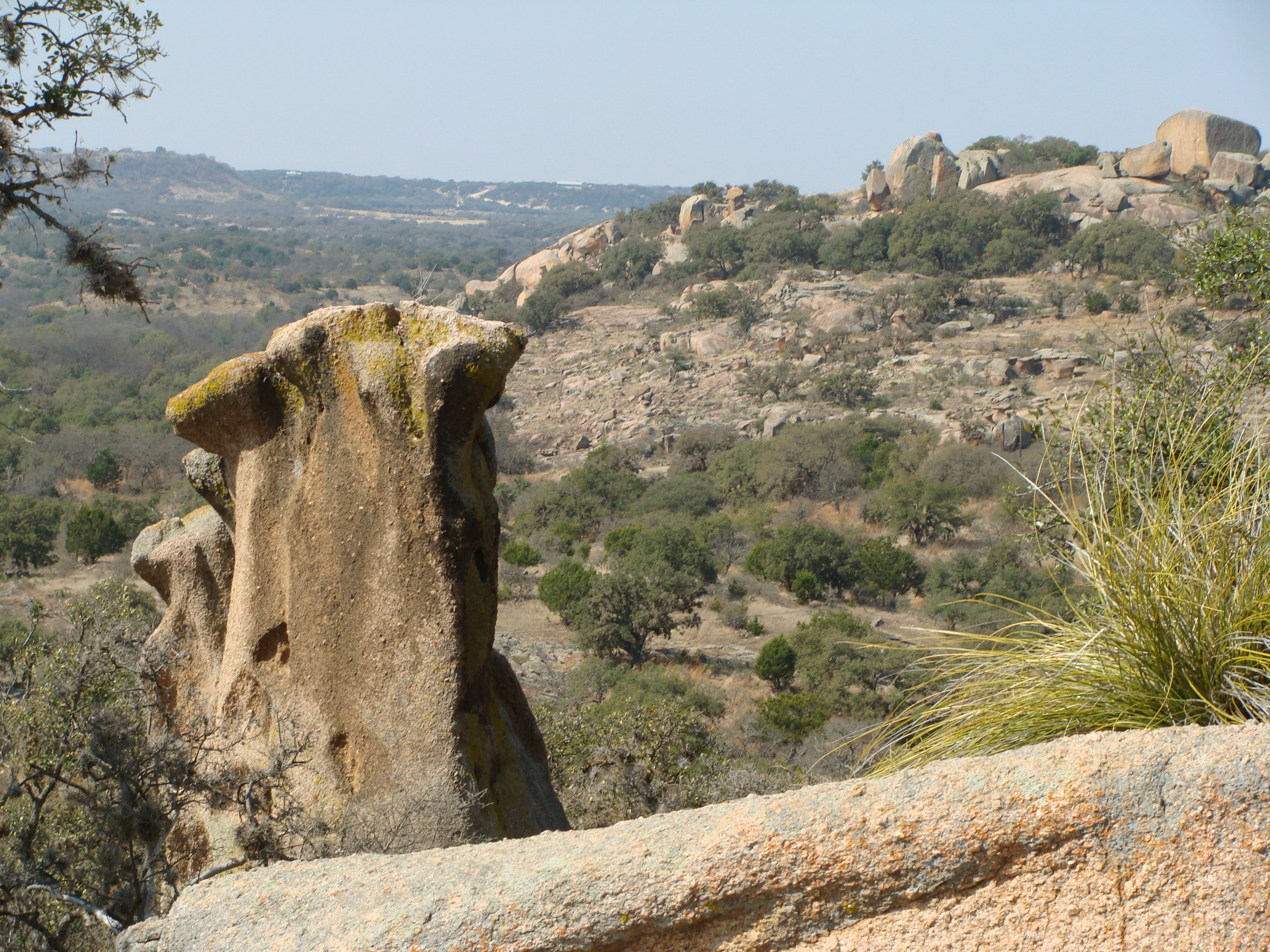
فرسایش، سنگهای این محوطه را به اشکال گوناگون درآورده است.